# Internationale Cricket-Saison 1955/56
Die internationale Cricket-Saison 1955/56 fand zwischen November 1955 und März 1956 statt. Als Wintersaison wurden vorwiegend Heimspiele der Mannschaften aus Südasien, der Karibik und Ozeanien ausgetragen.

## Überblick

### Internationale Touren
| Beginn            | Heimteam   | Auswärtsteam | Resultate | Artikel |
| Beginn            | Heimteam   | Auswärtsteam | Test      | Artikel |
| ----------------- | ---------- | ------------ | --------- | ------- |
| 13. Oktober 1955  | Pakistan   | Neuseeland   | 2–0 [3]   | Artikel |
| 19. November 1955 | Indien     | Neuseeland   | 2–0 [5]   | Artikel |
| 3. Februar 1956   | Neuseeland | West Indies  | 1–3 [4]   | Artikel |

## Nationale Meisterschaften
Aufgeführt sind die nationalen Meisterschaften der Full Member des ICC.
| Land       | First-Class              |
| ---------- | ------------------------ |
| Australien | Sheffield Shield 1955/56 |
| Indien     | Ranji Trophy 1955/56     |
| Neuseeland | Plunket Shield 1955/56   |
| Südafrika  | Currie Cup 1955/56       |